# Sainte-Ligue (1571)
Pour les articles homonymes, voir Sainte-Ligue.

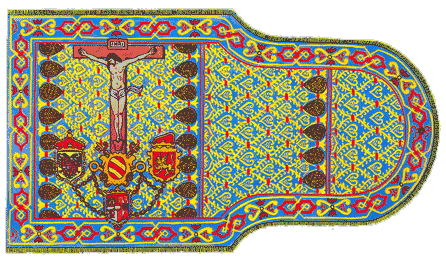
Étendard de la Sainte-Ligue

La Sainte-Ligue est une alliance créée le 25 mai 1571 par les États catholiques d'Europe du Sud présents sur le pourtour méditerranéen, à savoir l'Espagne et les États italiens, avec pour objectif de briser la progression des Turcs ottomans durant la quatrième guerre vénéto-ottomane de 1570 à 1573 et de contrer les influences germaniques des États au nord de l'arc alpin et des (Ref Necessaire) Pyrénées.

## Les événements

Les États italiens en 1494.

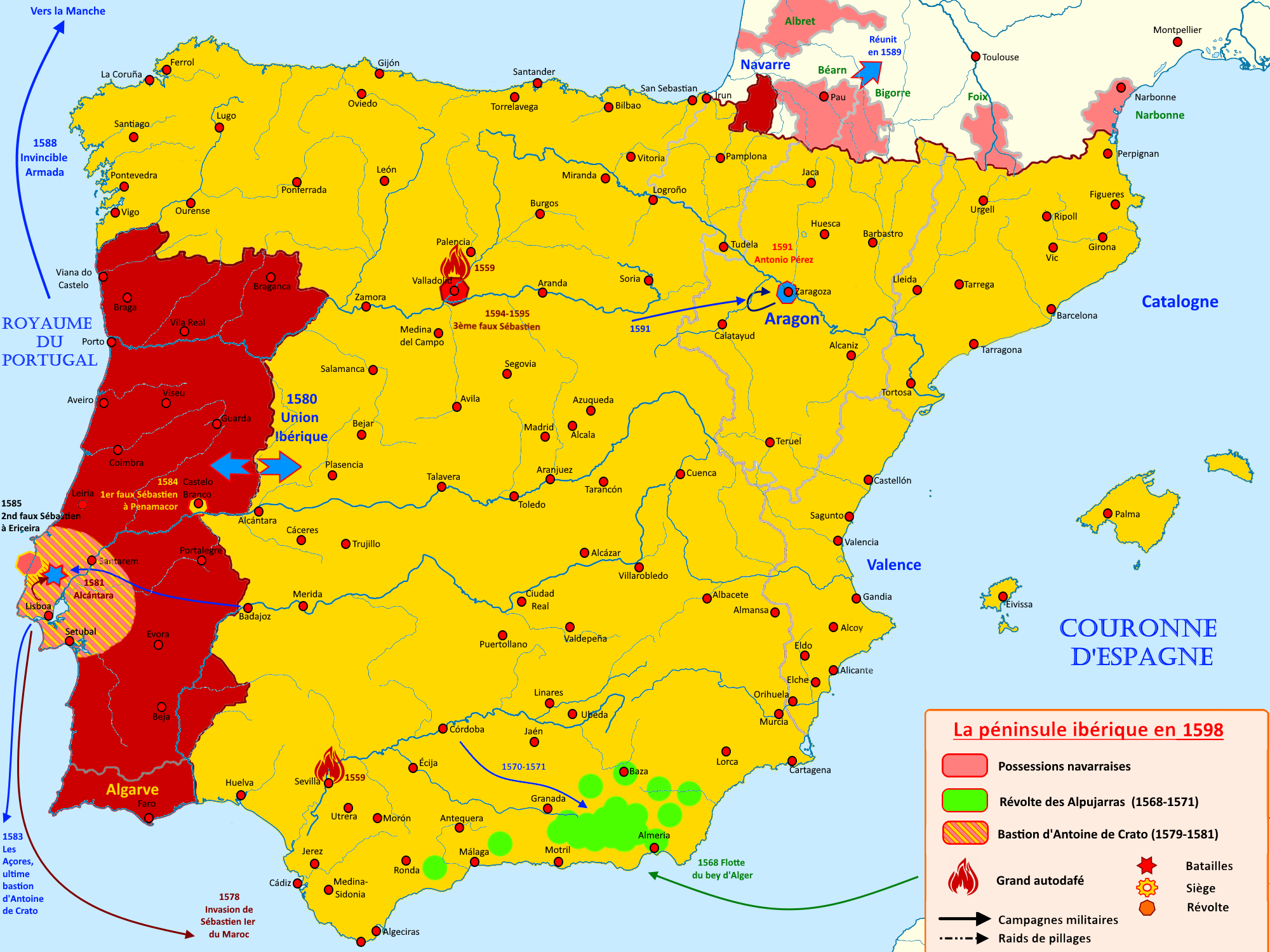
L'Empire espagnol en 1598.

C'est l'aboutissement d'une année de tractations diplomatiques opérées par le pape Pie V en prévision de la guerre imminente entre la république de Venise et la puissance militaire ottomane à propos de Chypre, possession vénitienne dont la Sublime Porte veut s'emparer. Dès mars 1570, Pie V demande à Philippe II de joindre ses galères à celles de la sérénissime république de Venise. En attendant la réponse espagnole, il demande et obtient l'apport des principautés citées plus loin tout en armant douze galères à ses propres frais. En mai, Philippe II accepte le principe d'une coalition contre les Turcs.
Le 3 juillet, les Turcs débarquent à Chypre et entament le siège de Nicosie. La coalition ne peut intervenir dans l'immédiat. Les Vénitiens croisent devant Candie (Crète) et les Espagnols achèvent leurs préparatifs à Messine. Le reste des escadres est à Otrante. Le 3 septembre, la flotte chrétienne se retrouve au complet sur la côte septentrionale de Crète. Elle y apprend que Nicosie vient de tomber et a été saccagée. Incapable de s'accorder sur une stratégie commune, le conseil décide de ne rien entreprendre et chacun rentre chez soi pour rendre compte.
La coalition informelle de 1570 ayant montré ses limites, Pie V passe l'hiver à en préciser les statuts sur une base claire et indiscutable, acceptée par toutes les parties[réf. à confirmer]. C'est chose faite le 25 mai 1571.
Les principaux membres de l'alliance sont la république de Venise, les États des Habsbourg d'Espagne, de Naples et de Sicile, et les États pontificaux. S'y ajoutent divers petits États de la péninsule italienne parmi lesquels la république de Gênes ainsi que le duché de Savoie et l'ordre de Saint-Jean de Jérusalem. 
Ces États s'engagent à fournir 200 galères le 1er avril de chaque année, la moitié du coût étant prise en charge par l'Espagne, un tiers par Venise, et un sixième par le gouvernement de la papauté. Le commandement de la flotte est donné à don Juan d'Autriche, demi-frère du roi d'Espagne Philippe II.
Le 7 octobre 1571, la Ligue affronte et anéantit la flotte turque lors de la bataille de Lépante au large de la ville grecque du même nom. La Ligue victorieuse est dissoute à la suite de la signature du traité de paix en 1573.

## Sources
- François Garnier, Journal de la bataille de Lépante, Éditions de Paris, coll. « L'Histoire au présent », 1956